# REPT Battero
REPT Battero (Eigenschreibweise: REPT BATTERO Energy Co., Ltd, chinesisch 瑞浦蘭鈞能源股份有限公司) ist ein 2017 gegründetes chinesisches Unternehmen, das Akkumulatoren (Sekundärbatterien) herstellt, welche unter anderem in Batterie-Speicherkraftwerken und im Bereich Elektromobilität eingesetzt werden. Es gehört zu Tsingshan Industrial (1988 gegründet) bzw. zur Tsingshan Holding Group, die vor allem als Produzent von Edelstahl und von Nickel bekannt ist. 
REPT Battero fertigt Lithium-Eisenphosphat-Akkumulatoren und Nickel-Mangan-Cobalt-Akkumulatoren, hat über 11.000 Mitarbeiter (2024: > 12.000) und wurde 2023 als zehntgrößter chinesischer Batteriehersteller für die Elektromobilität eingestuft. Das Unternehmen hat Forschungs- und Entwicklungszentren in Shanghai, Wenzhou und Jiaxing sowie Produktionsstandorte in Wenzhou, Jiaxing, Liuzhou, Foshan und Chongqing. Es gibt je eine Verkaufsniederlassung in Japan, in den USA (in Irvine, seit 2024) und in Deutschland, dort in München (seit 2023). Seit 2023 werden Aktien des Unternehmens an der Börse in Hongkong gehandelt. Es fertigt auch Traktionsbatterien, die für schwere Nutzfahrzeuge wie Lastwagen, Busse oder Baumaschinen eingesetzt werden. Im April 2025 gab das Unternehmen an, monatlich Akkumulatoren mit einer Gesamtkapazität von über 2 GWh zu fertigen.